# Anastasio Ortiz (militar)
Anastacio J. Ortiz Argeñal (1847-1914) fue un militar y político nicaragüense que siendo Comandante de Armas de la ciudad de León apoyó la Revolución Liberal de 1893 en la que fue miembro de la junta de gobierno (en rebelión) opuesta a la junta de gobierno provisional presidida por el expresidente Joaquín Zavala Solís.
El 15 de septiembre de 1893 la Asamblea Constituyente lo designó como Vicepresidente de Nicaragua siendo el primero en ser nombrado en tan importante cargo de gobierno de la República, durante la Presidencia de José Santos Zelaya.

## Origen
Nacido en León el 24 de diciembre de 1847. Fue hijo de Felipe Ortiz Peñalba y María Argeñal Orozco, siendo sus abuelos maternos Mateo Argeñal y Clara Orozco. Se casó con Juana Ramírez Murillo quien era hija de Norberto Ramírez Areas y Javiera Murillo, ambos nativos de León.

## Guerra contra Honduras 1894
Actuó como el Jefe Supremo del ejército nicaragüense durante la guerra contra Honduras en 1894 la cual causó el derrocamiento del gobierno conservador del General Domingo Vásquez. El triunfo de Ortiz ayudó a consolidar al liberal Gobierno Provisional de Policarpo Bonilla, que se estableció en Tegucigalpa en ese mismo año. 
Después de esa campaña militar zelayista, se le llamaba el "Destructor de Choluteca", según consta en un dantesco telegrama despachado por él mismo a su jefe en Managua:
"El estado en que ha quedado esta población es horroroso: está enteramente destruida, no se puede describir cómo han quedado las casas y demás edificios públicos. La cantidad de muertos que se ha encontrado dentro de las casas, calles, plazas y trincheras es numerosísima, y hemos tenido que quemarlos... El número de heridos que se ha podido recoger es grande y no dan a basto los médicos para asistirlos. (4 de enero de 1894)"

## Opositor a Zelaya
El 1 de septiembre de 1894 fue separado del cargo de Vicepresidente de la República por la Asamblea Constituyente que nombró a Francisco Baca Jr. para sustituirle.
Enemistado con Zelaya se rebela contra éste en León el 20 de febrero de 1896. La rebelión es derrotada y sale exiliado hacia Honduras fijando su residencia en la localidad de Nacaome donde descubrió un mineral al que llamó "El Tránsito" y se quedó a explotarlo hasta su muerte.
En 1907, en la ciudad de Choluteca (la misma que tropas a su mando habían devastado), llamó a los hondureños y a los nicaragüenses exilados para que se uniesen
"en la cruzada gloriosa que hoy emprendemos contra José Santos Zelaya, dueño de honras, vidas y haciendas, motor impertinente de las revueltas en el Centro y Sur de América, a quien debe separársele del poder como medio de higiene política."

## Muerte
Murió en Nacaome, Departamento de Choluteca, Honduras en 1914. Sus restos reposan en el cementerio "Guadalupe" de su ciudad natal desde el 25 de agosto de 1974, cuando fueron repatriados desde El Salvador.

## Descendencia
Su hijo Anastasio J. Ortiz Ramírez quien alcanzó el grado de Mayor de la Guardia Nacional de Nicaragua ha sido señalado como el responsable de la masacre estudiantil de 1959 acaecida en León cuando siendo Teniente estaba al mando de una compañía de la G.N.
El Mayor Ortiz Ramírez siempre negó haber sido él quien ordenó a los soldados abrir fuego, deslindado responsabilidad alguna dejando constancia escrita de ello en una carta que escribió posteriormente, tesis que fue respalda por el profesor y periodista Arnoldo Quintanilla (testigo presencial); mientras que algunos estudiantes universitarios de entonces que participaban de la marcha estudiantil reprimida por la G.N. lo siguieron señalando como el principal culpable.